# 16 TCN
Năm 16 TCN là một năm trong lịch Julius. 

## Mất
- Hiếu Tuyên Vương Hoàng hậu